# Mexique aux Jeux olympiques d'hiver de 1988
Le Mexique participe aux Jeux olympiques d'hiver de 1988, qui ont lieu à Calgary au Canada. Ce pays, représenté par onze athlètes, prend part aux Jeux d'hiver pour la troisième fois de son histoire. Il ne remporte pas de médaille.

## Résultats

### Bobsleigh
| Bob   | Athlètes                        | Épreuve           | Manche 1      | Manche 1 | Manche 2      | Manche 2 | Manche 3      | Manche 3 | Manche 4      | Manche 4 | Total         | Total |
| Bob   | Athlètes                        | Épreuve           | Temps         | Rang     | Temps         | Rang     | Temps         | Rang     | Temps         | Rang     | Temps         | Rang  |
| ----- | ------------------------------- | ----------------- | ------------- | -------- | ------------- | -------- | ------------- | -------- | ------------- | -------- | ------------- | ----- |
| MEX-1 | Jorge Tamés José Tamés          | Bob à deux hommes | 1 min 01 s 58 | 40       | 1 min 02 s 39 | 38       | 1 min 03 s 44 | 37       | 1 min 02 s 67 | 36       | 4 min 10 s 08 | 36    |
| MEX-2 | Roberto Tamés Luis Adrián Tamés | Bob à deux hommes | 1 min 01 s 56 | 39       | 1 min 01 s 84 | 37       | 1 min 03 s 76 | 38       | 1 min 02 s 93 | 38       | 4 min 10 s 09 | 37    |

### Patinage artistique

#### Homme
| Athlète              | CF | SP | FS           | TFP             | Rang |
| -------------------- | -- | -- | ------------ | --------------- | ---- |
| Riccardo Olavarrieta | 28 | 26 | Non qualifié | N'a pas terminé | –    |

#### Femme
| Athlète             | CF | SP | FS            | TFP             | Rang |
| ------------------- | -- | -- | ------------- | --------------- | ---- |
| Diana Encinas-Evans | 28 | 31 | Non qualifiée | N'a pas terminé | –    |

### Ski alpin

#### Hommes
| Athlète                | Épreuve      | Manche 1        | Manche 2        | Total           | Total           |
| Athlète                | Épreuve      | Temps           | Temps           | Temps           | Rang            |
| ---------------------- | ------------ | --------------- | --------------- | --------------- | --------------- |
| Hubertus von Hohenlohe | Descente     |                 |                 | 2 min 12 s 58   | 43              |
| Patrice Martell        | Super-G      |                 |                 | 2 min 10 s 69   | 53              |
| Alex Christian Benoit  | Super-G      |                 |                 | 2 min 05 s 80   | 49              |
| Hubertus von Hohenlohe | Super-G      |                 |                 | 1 min 56 s 03   | 42              |
| Carlos Pruneda         | Slalom géant | N'a pas terminé | N'a pas terminé | N'a pas terminé | N'a pas terminé |
| Patrice Martell        | Slalom géant | N'a pas terminé | N'a pas terminé | N'a pas terminé | N'a pas terminé |
| Alex Christian Benoit  | Slalom géant | 1 min 22 s 35   | 1 min 19 s 10   | 2 min 41 s 45   | 57              |
| Hubertus von Hohenlohe | Slalom géant | 1 min 18 s 86   | 1 min 15 s 71   | 2 min 34 s 57   | 52              |
| Carlos Pruneda         | Slalom       | 1 min 41 s 94   | N'a pas terminé | N'a pas terminé | N'a pas terminé |
| Alex Christian Benoit  | Slalom       | 1 min 18 s 77   | 1 min 04 s 38   | 2 min 23 s 15   | 37              |
| Hubertus von Hohenlohe | Slalom       | 1 min 07 s 36   | 1 min 00 s 57   | 2 min 07 s 93   | 30              |

#### Combiné homme
| Athlète                | Descente      | Slalom      | Slalom      | Total       | Total       |
| Athlète                | Temps         | Temps 1     | Temps 2     | Points      | Rang        |
| ---------------------- | ------------- | ----------- | ----------- | ----------- | ----------- |
| Hubertus von Hohenlohe | 1 min 57 s 42 | Disqualifié | Disqualifié | Disqualifié | Disqualifié |

### Ski de fond

#### Homme
| Épreuve | Athlète         | Course            | Course |
| Épreuve | Athlète         | Temps             | Rang   |
| ------- | --------------- | ----------------- | ------ |
| 15 km   | Roberto Alvárez | 1 h 01 min 26 s 4 | 84     |
| 30 km   | Roberto Alvárez | 2 h 09 min 34 s 8 | 85     |
| 50 km   | Roberto Alvárez | 3 h 22 min 25 s 1 | 61     |